# دایمیوهای مسیحی
دایمیوهای مسیحی (به ژاپنی: キリシタンだいみょう) در ژاپن از دوره سنگوکو تا اوایل دوره ادو به دایمیوهایی گفته می‌شود که به دین مسیحیت گرویدند و غسل تعمید انجام دادند.
| کیوشو - اوتومو سورین - آریما هارونوبو - اومورا سومیتادا | منطقه کانسای - تاکایاما اوکون - کونیشی یوکیناگا - گامو اوجیساتو - کورودا یوشیتاکا - تسوتسوی ساداتسوگو | منطقه توکای - اودا هیده‌نوبو |